# Đông Lăng Vĩnh Dư
Đông Lăng Vĩnh Dư (zh. 東陵永璵, ja. Tōrei Eiyo, 1285-1365) là Thiền sư Trung Quốc đời Nguyên, thuộc phái Hoằng Trí, tông Tào Động, pháp tử của Thiền sư Vân Ngoại Vân Tụ. Sư sang Nhật Bản vào năm 1351 theo lời mời của Quốc sư Mộng Song Sơ Thạch và truyền bá Tào Động Tông tại đây. Môn phái của sư là một trong 24 phái chính của Thiền tông Nhật Bản với tên gọi là Đông Lăng phái.

## Tiểu sử
Sư quê ở vùng Minh Châu, thành phố Ninh Ba, tỉnh Triết Giang. Lớn lên, sư xuất gia rồi đến học pháp với Thiền sư Vân Ngoại Vân Tụ và đại ngộ, trở thành pháp tử của Vân Ngoại.
Sau khi đắc pháp, sư đến trụ trì tại Thiên Ninh tự và bắt đầu giáo hóa đồ chúng.
Đến năm 1351, theo lời mời của Quốc sư Mộng Song Sơ Trạch - vị Thiền sư nổi tiếng của tông Lâm Tế Nhật Bản, sư cất bước du phương sang Nhật Bản hoằng pháp và nhận được sự kính trọng, ủng hộ của Mạc Phủ và Thiên Hoàng. Sư từng trụ trì và phát triển Thiền phong phái Hoằng Trí ở các chùa như: Thiên Long tự (ja. Tenryū-ji), Nam Thiền tự (ja. Nanzen-ji), Kiến Trường tự (ja. Kenchō-ji), Viên Giác tự (ja. Enkaku-ji),...
Năm 1365, sư an nhiên thị tịch và được Thiên Hoàng ban cho thụy hiệu là Diệu Ứng Quang Quốc Huệ Hải Huệ Tế Thiền Sư. Hành trạng và pháp ngữ của sư được ghi lại trong Dư Đông Lăng Nhật Bản Lục (zh. 璵東陵日本錄), đến nay vẫn được lưu hành tại Nhật Bản.